# Дом помещика Кашинцева
Дом помещика Кашинцева или Дом, где проходил первый съезд комсомола Нежинского уезда — памятник истории местного значения в Нежине. Сейчас используется как жилой дом.

## История
Решением исполкома Черниговского областного совета народных депутатов трудящихся от 31.05.1971 № 286 присвоен статус памятник истории местного значения с охранным № 125 под названием Дом, где проходил первый съезд комсомола Нежинского уезда.
Приказом Департамента культуры и туризма, национальностей и религий Черниговской областной государственной администрации от 12.11.2015 № 254 для памятника используется новое названием — Дом помещика Кашинцева.

## Описание
Дом построен в середине 19 века. До октября 1917 года дом изначально принадлежал помещику Кашинцеву, затем — купцу Горячкину. Одноэтажный на высоком цоколе (на полтора этажа), каменный (кирпичный, частично неоштукатуренный), прямоугольный в плане дом, с двумя пристройками и деревянным тамбуром-входом. Общая площадь дома — 385 м².
21 января 1921 года в доме проходил Первый уездный съезд комсомола Нежинщины, состоящий из 18 делегатов. 
В 1967 году на фасаде дома была установлена мемориальная доска Первому съезду (мрамор, 0,4×0,5 м); ныне демонтирована.
Сейчас используется как жилой дом.